# Dobrá Voda u Českých Budějovic
Dobrá Voda u Českých Budějovic (en allemand : Gutwasser) est une commune du district de České Budějovice, dans la région de Bohême-du-Sud, en République tchèque. Sa population s'élevait à 2 684 habitants en 2023.

## Géographie
Dobrá Voda u Českých Budějovic se trouve à 4 km à l'est-sud-est du centre de České Budějovice et fait partie de son agglomération, et à 124 km au sud de Prague.
La commune est limitée par Rudolfov au nord, par Dubičné et Třebotovice, un quartier exclavé de České Budějovice, à l'est, par Srubec au sud et par České Budějovice à l'ouest.

## Histoire
Dans la première moitié du XVIe siècle, des mines étaient en activité dans la vallée. L'exploitation minière pour l'argent atteignit son apogée à la veille de la guerre de Trente Ans puis déclina.

## Galerie

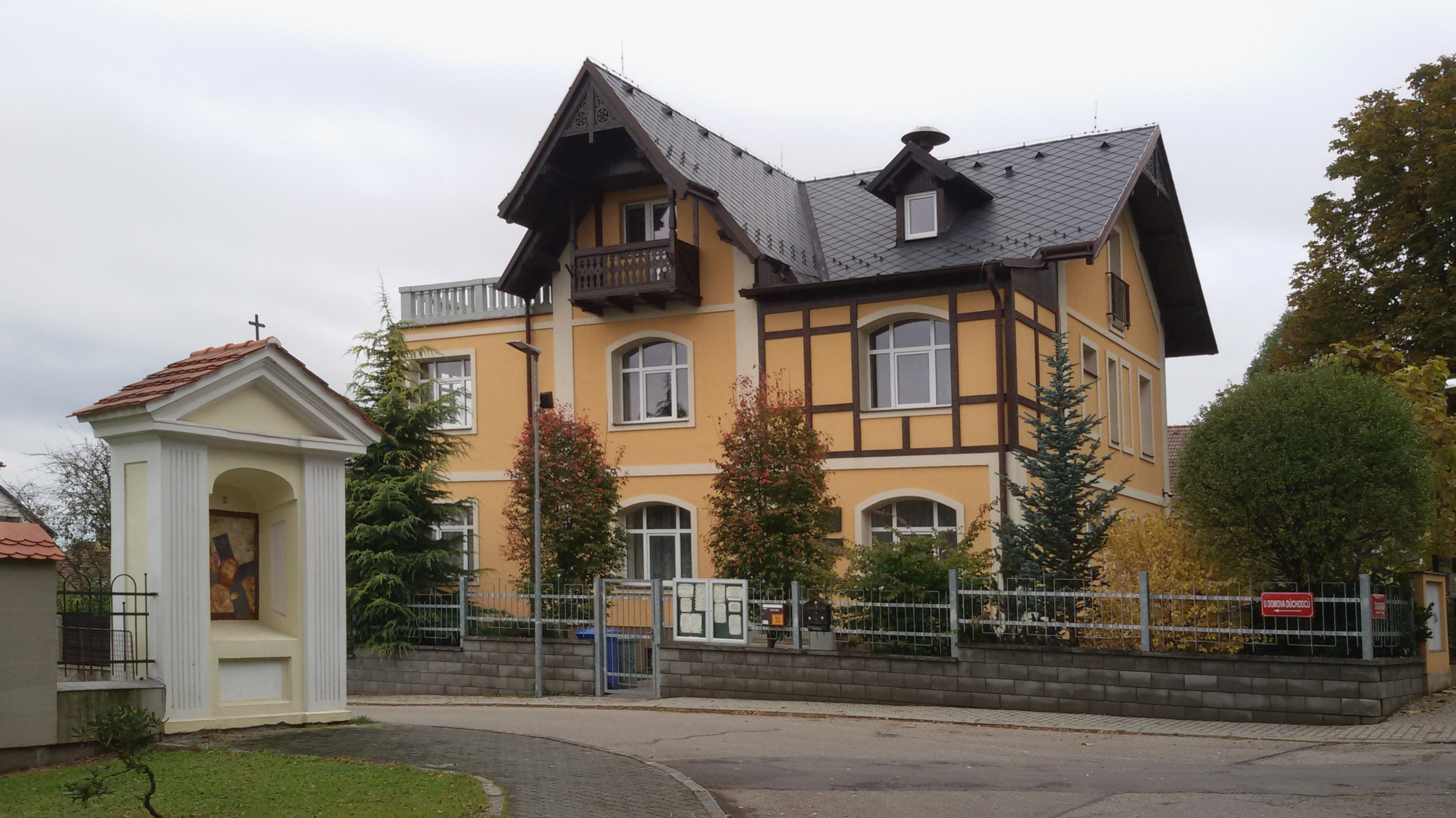
Dobrá Voda u Českých Budějovic : la mairie.
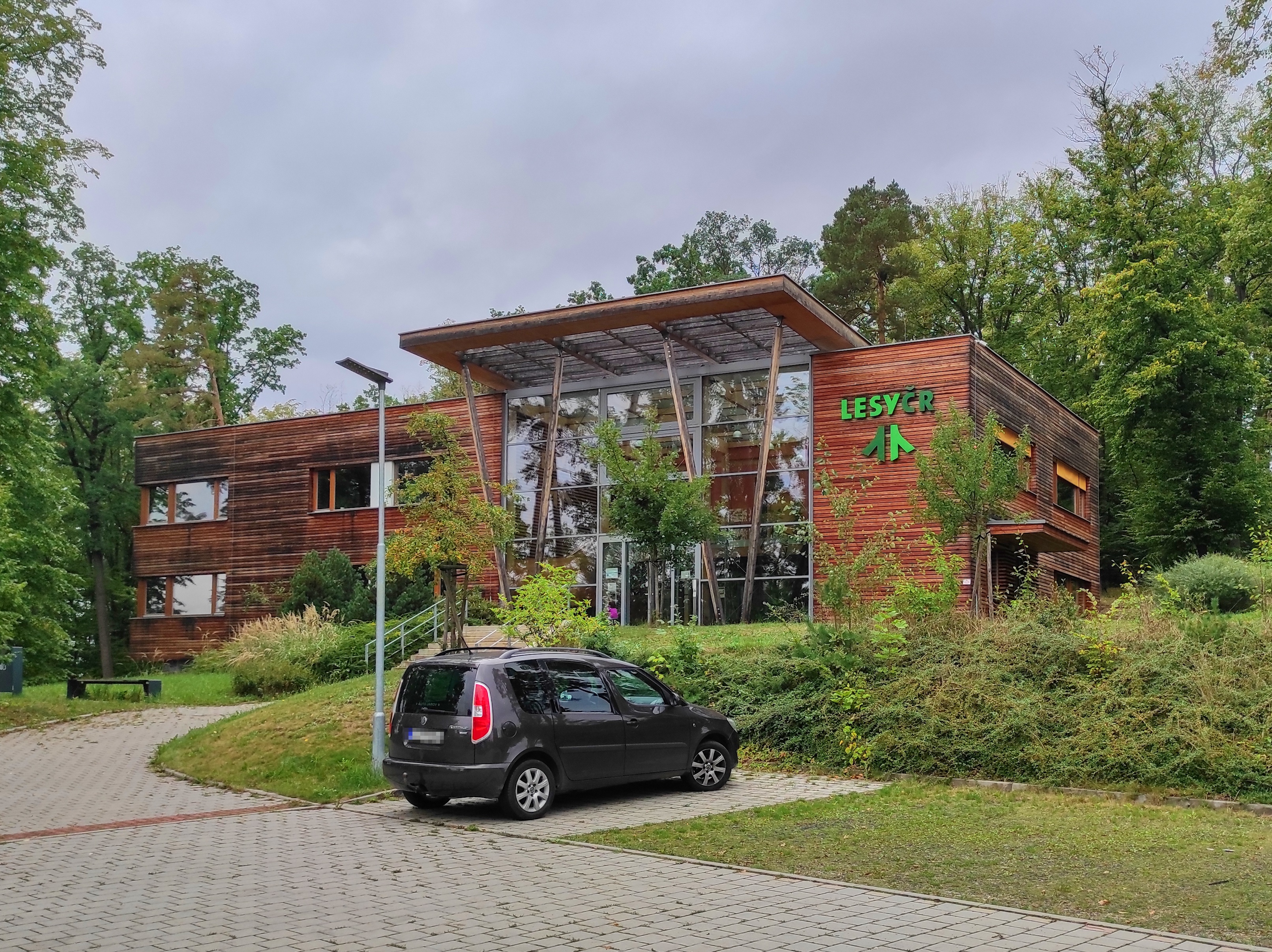
Direction régionale de l'Entreprise d'État des forêts de la République tchèque.

## Transports
Par la route, Dobrá Voda u Českých Budějovic se trouve à 5 km de České Budějovice et à 154 km de Prague.